# Une fée dans l'appartement
Une fée dans l'appartement (A Fairy in the Flat) est une nouvelle policière d'Agatha Christie mettant en scène les personnages de Tommy et Tuppence Beresford.
Initialement publiée le 24 septembre 1924 en association avec la nouvelle Une tasse de thé sous le titre commun Publicity dans la revue The Sketch au Royaume-Uni, cette nouvelle a été reprise en recueil en 1929 dans Partners in Crime au Royaume-Uni et aux États-Unis. Elle a été publiée pour la première fois en France dans le recueil Le crime est notre affaire en 1972.

## Publications
Avant la publication dans un recueil, la nouvelle avait fait l'objet de publications dans des revues :
- le 24 septembre 1924, au Royaume-Uni, en association avec la nouvelle Une tasse de thé sous le titre commun Publicity, dans le no 1652 (vol. 127) de la revue The Sketch[1],[2].

La nouvelle a ensuite fait partie de nombreux recueils :
- en 1929, au Royaume-Uni, dans Partners in Crime[1] (avec 14 autres nouvelles) ;
- en 1929, aux États-Unis, dans Partners in Crime[1] (avec 14 autres nouvelles) ;
- en 1972, en France, dans Le crime est notre affaire (adaptation des recueils de 1929).

## Adaptations
- 1953 : Des éléments de l'intrigue sont repris dans l'épisode Meet the Beresfords de la série radiophonique Partners in Crime, avec Richard Attenborough and Sheila Sim ;
- 1983 : Des éléments de l'intrigue sont repris dans le premier épisode de la série Le crime est notre affaire.